# Paul Guyot
Pour les articles homonymes, voir Guyot.
Paul Guyot, né le 6 janvier 1834 à Chavanges (Aube) et mort le 13 décembre 1909 à Vitry-le-François (Marne), est un homme politique français.
Maire de Vitry-le-François, conseiller général et député de la Marne de 1881 à 1889, inscrit au groupe de l'Union républicaine.

## Biographie
Receveur de l'enregistrement dans la Marne ; Il quitte l'administration pour fonder, à Vitry-le-François, le journal Le Messager de la Marne.
Il se présente aux Élections législatives de 1881, il est élu au second tour de scrutin pour l'arrondissement de Vitry-le-François, face  à M. Félix, sur un programme qui demandait la réduction du service militaire, la gratuité de l'instruction à tous les degrés, la réforme de la magistrature, la lutte contre le cléricalisme, la révision de la Constitution. Il s'inscrivit au groupe de l'Union républicaine et vota avec les opportunistes, pour les ministères Gambetta et Ferry, contre l'élection de la magistrature par le peuple, contre la séparation de l’Église et de l’État, pour les crédits de l'expédition du Tonkin, etc.
Aux élections législatives de 1885, sur la liste de concentration républicaine de la Marne, Guyot fut élu député de ce département, Il soutint, dans la législature, les ministères Rouvier et Tirard, se prononça contre la révision de la constitution et vota pour le rétablissement du scrutin d'arrondissement, le 11 février 1889, contre l'ajournement indéfini de la révision de la Constitution, pour les poursuites contre trois députés membres de la Ligue des patriotes, pour le projet de loi Lisbonne restrictif de la liberté de la presse, pour les poursuites contre le général Boulanger.
Il se présente aux élections législatives du 22 septembre 1889, sous l'étiquette radicale, dans la circonscription de Vitry-le-François où il est battu par Léon Morillot, conseiller général, qui devait être élu dès le premier tour. Il abandonna alors définitivement son siège à cet adversaire et quitta la vie politique.
Paul Guyot se retira à Vitry-le-François, ville à laquelle il avait consacré l'essentiel de sa vie comme administrateur et comme représentant. II y mourut le 13 décembre 1909.

## Sources
- « Paul Guyot », dans Adolphe Robert et Gaston Cougny, Dictionnaire des parlementaires français, Edgar Bourloton, 1889-1891 [détail de l’édition]
- « Paul Guyot », dans le Dictionnaire des parlementaires français (1889-1940), sous la direction de Jean Jolly, PUF, 1960 [détail de l’édition]